# Lago Buenos Aires megye
Lago Buenos Aires egy megye Argentína déli részén, Santa Cruz tartományban. Székhelye Perito Moreno.

## Földrajz
Itt található a Chile területére is átnyúló tó, a Buenos Aires-tó, amely Dél-Amerika második legnagyobb tava.

## Népesség
A megye népessége a közelmúltban a következőképpen változott:
| Év   | Lakosság |
| ---- | -------- |
| 2001 | 6059     |
| 2010 | 8750     |